# آمریکای لاتین
آمریکای لاتین به‌طور سنتی، به مناطقی از قارهٔ آمریکا گفته می‌شود که در آن‌ها به زبان‌های رومی مانند اسپانیایی، پرتغالی و فرانسوی صحبت می‌شود و اکثر نیم‌کره غربی به‌جز ایالات متحده آمریکا و کانادا و کشورهای غیر اسپانیایی‌زبان حوزه دریای کارائیب زیر عنوان آمریکای لاتین دسته‌بندی شده‌اند.

## جمعیت
جمعیت آمریکای لاتین حدود ۶۳۹٬۰۴۸٬۶۳۹ نفر در سال ۲۰۱۶ شمارش شده است و همچنین رشد جمعیت در آمریکای لاتین بیشتر از آمریکای شمالی است.
آمریکای لاتین به ۲۰ کشور مستقل و چندین واحد سیاسی وابسته تقسیم می‌شود و برزیل از نظر مساحت و جمعیت بزرگ‌ترین کشور آمریکای لاتین است، برزیل بیش از ۴۰ درصد خاک این منطقه را پوشانده و مسکن قریب به یک سوم جمعیت آن را تأمین کرده است و زبان رسمی این کشور پرتغالی است.

## زبان و فرهنگ
با وجود آنکه زبان‌های غالب در آمریکای لاتین اسپانیایی و پرتغالی‌اند امّا واژه «لاتین» در آمریکای لاتین اشاره به این دارد که زبان‌های مزبور جزو زبان‌های رومی و نشأت گرفته از زبان لاتین می‌باشند (نه اینکه در آنجا به لاتین تکلم می‌شود) و وجه تسمیه آمریکای لاتین همین است. بنابراین آمریکای لاتین مشتمل‌بر تمامی کشورهای قاره امریکاست که روزگاری بخشی از امپراتوری‌های رومی‌زبانِ اسپانیا، پرتغال و فرانسه بودند.

پرچم فرضی آمریکای لاتین

آمریکای لاتین اغلب ایبرو-امریکا (Ibero-America) نیز نامیده می‌شود، به‌استثنای مناطقِ غالباً هلندی-فرانسوی و قلمروهای انگلیسی زبان؛ بنابراین کشورهای هائیتی، بلیز، گویان و سورینام و نیز مناطق فرادریایی فرانسه از مجموعه آمریکای لاتین به‌شمار نمی‌آیند. از سویی دیگر پورتوریکو معمولاً به حساب می‌آید.

## تقسیم‌بندی سیاسی
آمریکای لاتین اغلب شامل این کشورها تلقی می‌شود:
| - آرژانتین - بولیوی - برزیل - شیلی - کلمبیا - کاستاریکا - کوبا | - جمهوری دومینیکن - اکوادور - السالوادور - گواتمالا - هندوراس - مکزیک - گوادلوپ | - نیکاراگوئه - پاناما - پاراگوئه - پرو - اروگوئه - ونزوئلا - پورتوریکو |

## مناطق غیر مستقل
| به فرانسه - گویان فرانسه - گوادلوپ - مارتینیک | به ایالات متحدهٔ آمریکا - پورتوریکو |

## نگارخانه

بخش‌های مختلف آمریکای لاتین
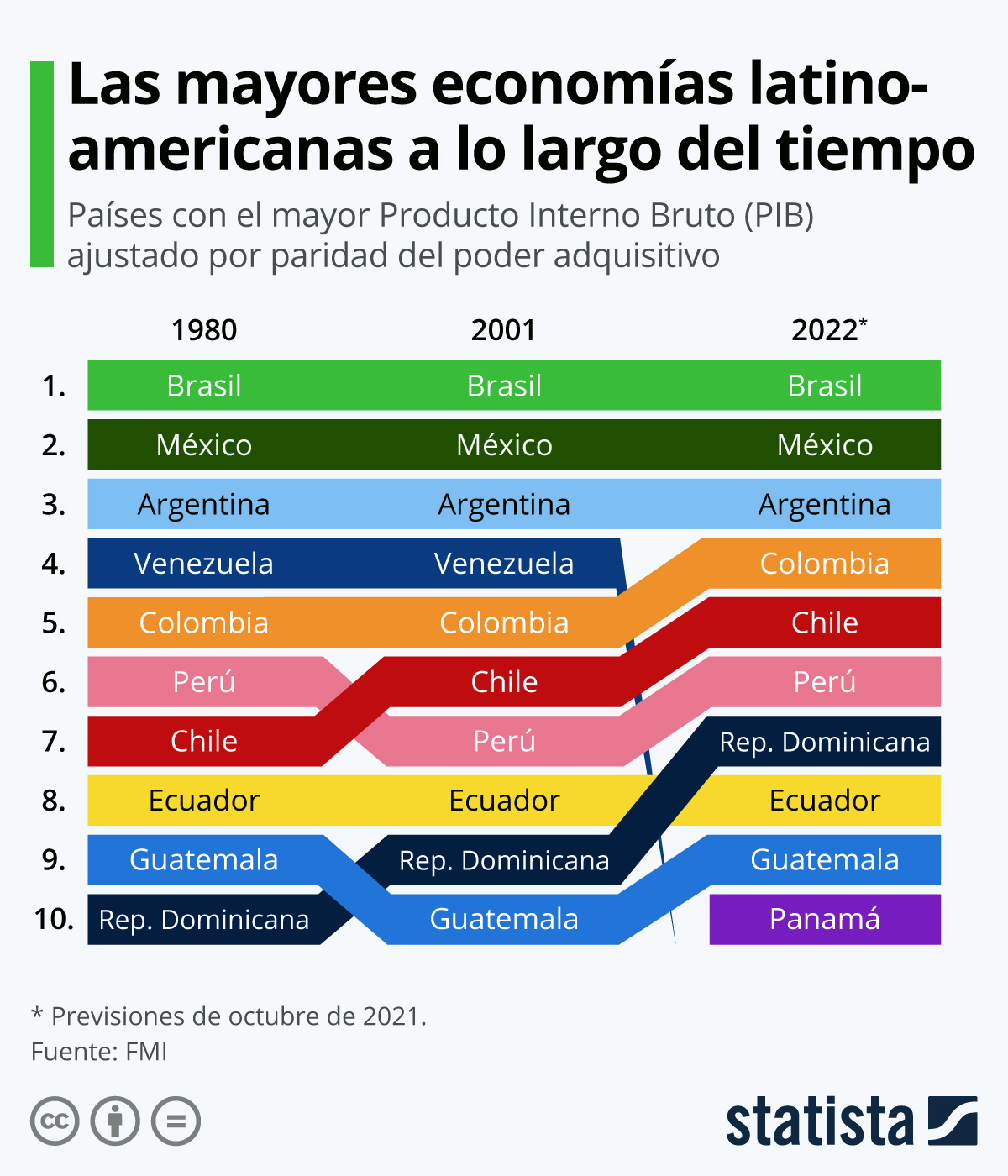
بزرگترین اقتصادهای آمریکای لاتین
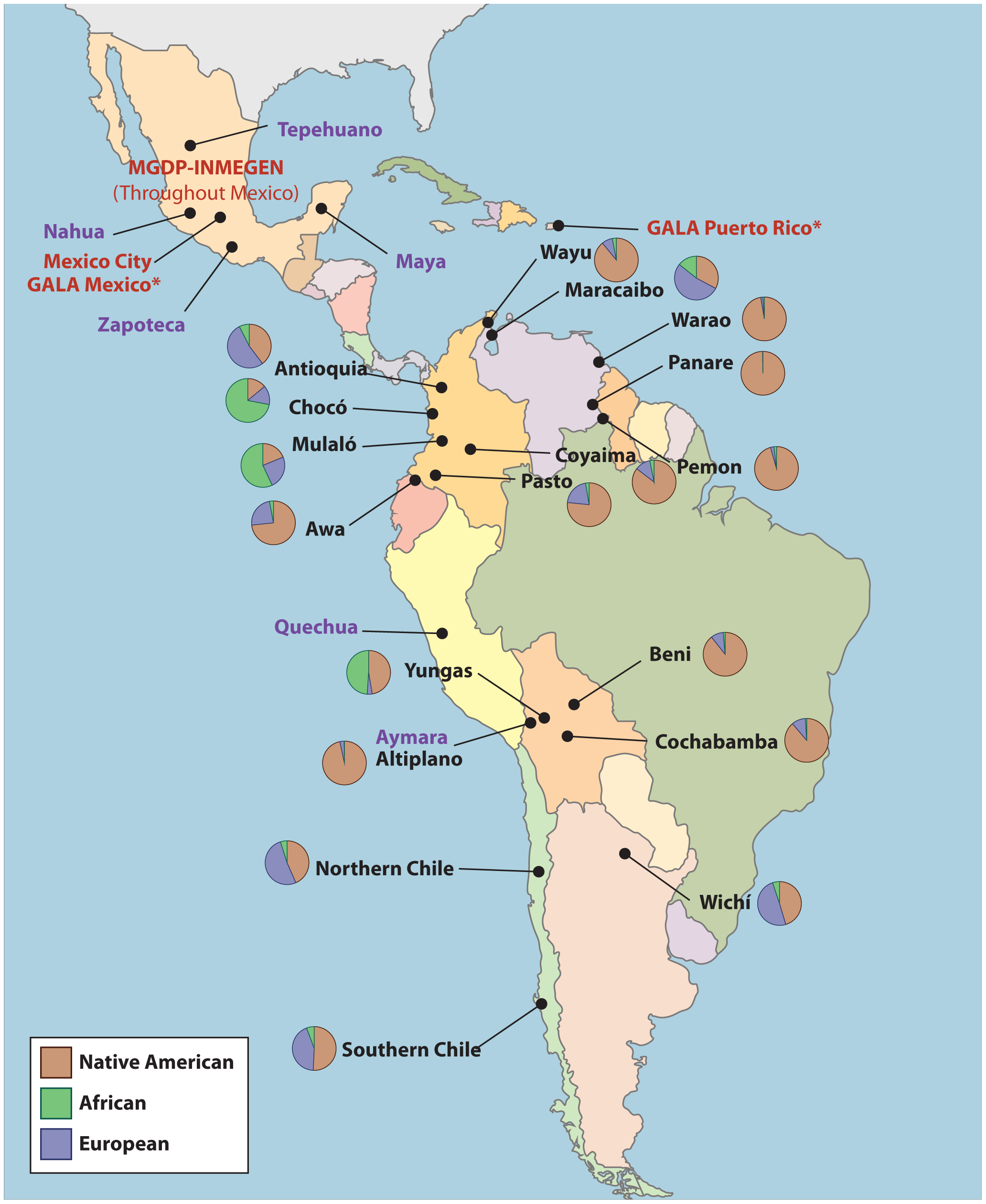
قومیت‌های آمریکای لاتین
پراکندگی قوم مستیسو و مردم بومی قاره آمریکا
شاخص توسعه انسانی در آمریکای لاتین